# 칭기

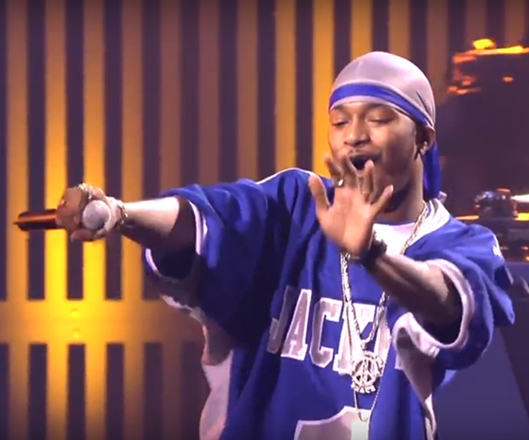

칭기(영어: Chingy, 본명: Howard Bailey, Jr., 1980년 5월 9일 ~ )는 미국의 랩가수겸 배우이다.힙합 크루 'St Louis'에 멤버이며, 2003년 'Jackpot'으로 데뷔했다.남부 출생이라 특유의 사투리로 랩을 하며,더티 사우스 음악을 주로 한다.현재 5번째 앨범인 《Everything and Nothing 》을 작업 중이다. 대표곡으로는 'Holidae In','Pullin' Me Back','Right Turr','One Call Way' 등이 있다.

## 작품 활동

### 영화
- 로봇 (2005년 영화)
- 무서운 영화4 - 본인 역

### 텔레비전
- 펑크드

### 음악
- 《Chingy》 2003년 7월 3일
- 《Jackpot》 2003년 9월 22일
- 《Holidae Inn》 2004년 2월 16일
- 《Powerballin'》 2004년 12월 3일
- 《Pullin' Me Back》 2006년 7월 18일 (싱글)
- 《HoodStar》2006년 9월 20일
- 《Fly Like Me》 2007년 12월 10일 (싱글)
- 《Hate It Or Love It》 2007년 12월 18일